# Phellopsylla opaca
Phellopsylla opaca är en insektsart som först beskrevs av Walter Wilson Froggatt 1900.  Phellopsylla opaca ingår i släktet Phellopsylla och familjen rundbladloppor. Inga underarter finns listade i Catalogue of Life.